# Kindai (Singida)
Kindai ist ein Verwaltungsbezirk (englisch Ward) des Distrikts Singida (MC) in der tansanischen Region Singida.

## Geografie
Kindai ist ein Bezirk im nördlichen Zentralteil von Tansania im Süden der Regionshauptstadt Singida zwischen dem See Kindai im Westen und der Nationalstraße T3 im Osten. Bei der Volkszählung 2022 lebten 18.871 Menschen in 5039 Haushalten auf einer Fläche von 9,6 Quadratkilometern.
Der Bezirk grenzt an sechs Bezirke des Distrikts Singida (MC):
|          | Utemini                                     | Ipembe         |
| Unyianga | Kompassrose, die auf Nachbargemeinden zeigt | Majengo Misuna |
|          | Kisaki                                      |                |

## Gliederung
Der Bezirk besteht aus sieben Gemeinden (swahili Mtaa):
- Kundai
- Kilambida
- Mahembe
- Kibaoni
- Bohari
- Singida Mnangi
- Kidinkuku

## Wirtschaft und Infrastruktur
- Landwirtschaft: Der Anbau von Früchten erfolgt vor allem in Gärten, außerdem werden im See Kindai Fische gefangen.[8]
- Bildung: Die Kindai Secondary School ist eine staatliche weiterführende Schule, die Tagesschüler bis zur 4. Stufe ausbildet.[9]